# Leschi (chef amérindien)
Leschi est un chef amérindien de la tribu Nisqually né en 1808 et mort exécuté par pendaison le 19 février 1858, accusé du meurtre du colonel Moses durant la guerre du Puget Sound par le premier gouverneur du Territoire de Washington Isaac Stevens invoquant qu'il était à l'origine de la mort de plusieurs de ses soldats alors que ces derniers étaient morts dans un combat ouvert. Il a été innocenté en 2004.